# Fudōchi shinmyōroku
Le Fudōchi shinmyōroku (不動智神妙録) est un traité de philosophie bouddhiste et d'art martial en trois parties écrit par Takuan Sōhō, moine japonais de la secte Rinzai. Le traité est issu de la correspondance avec Yagyū Munenori, héritier de l'école Yagyū Shinkage-ryū d'escrime. Écrit pour les laïcs, le livre fait peu appel à la terminologie bouddhiste, mais se concentre plutôt sur la description de situations suivies d'une interprétation. Son contenu s'efforce d'appliquer le bouddhisme zen aux arts martiaux.